# Mandeep Jangra
Mandeep Jangra (Kharian, 19 maggio 1993) è un pugile indiano.

## Palmarès
- Campionati asiatici

Amman 2013: argento nei pesi welter.
- Giochi del Commonwealth

Glasgow 2014: argento nei pesi welter.